# Mas Sant Bartomeu
Mas Sant Bartomeu és una masia de Vidrà (Osona) inclosa a l'Inventari del Patrimoni Arquitectònic de Catalunya.

## Descripció
Construcció de planta rectangular amb teula àrab i de dues vessants. Té la façana principal al sud, precedida per una era. Consta de planta baixa, destinada a magatzems i corrals, i d'un pis i golfes. A la part de llevant hi podem veure un contrafort. Al cos original s'hi afegí un cobert a la part del nord. L'era del davant és delimitada per un cobert construït el segle XX (1948). Tota la construcció és de pedra, malgrat que l'arrebossat no permet veure-la en la totalitat.

## Història
Situada als voltants de l'ermita romànica de Sant Bartomeu de Covildases, la masia duu el mateix nom. La construcció actual data del segle xviii, per bé que possiblement substituiria una edificació anterior. Segons es desprèn de la lectura de la llinda de reformes l'any 1867. El fet que sigui una masoveria en ple funcionament ha comportat l'aparició de diverses construccions als seus voltants com una moderna cort, amb la qual cosa s'ha format un petit complexa agrari força heterogeni.